# IESE Business School
IESE Business School är ett universitet i Spanien.   Det ligger i provinsen Província de Barcelona och regionen Katalonien, i den östra delen av landet, 500 km öster om huvudstaden Madrid. 